# Vương Nghị (vận động viên bóng nước)
Vương Nghị (sinh ngày 29 tháng 7 năm 1987), sinh ra ở Thanh Đảo, Sơn Đông, là một nữ vận động viên bóng nước Trung Quốc và là thành viên của đội tuyển bóng nước nữ quốc gia Trung Quốc.

## Cuộc đời
Vương Nghị được gửi đến trường thể thao Thanh Đảo từ năm 7 tuổi và được huấn luyện viên Shi Lili huấn luyện bơi lội; cô từng giành vị trí thứ hai trong cuộc thi bơi lội cấp quốc gia khi mới 10 tuổi. Bơi lội Giành chức vô địch bơi bướm tại giải vô địch. Năm 2001, do đội Sơn Đông thiếu huấn luyện viên, Vương Nghị chuyển sang đội Quảng Tây và theo huấn luyện viên Wu Jicai. Dưới sự hướng dẫn của Wu, thành tích của Wang Yi được cải thiện nhanh chóng, nhưng hai năm sau, phong độ của cô bị đình trệ, vì vậy cô chuyển sang môn bóng nước theo gợi ý của huấn luyện viên.
Năm 2007, Wang Yi tham gia Giải vô địch bóng nước trẻ thế giới và giúp đội Trung Quốc giành ngôi á quân.
Vào tháng 11 năm 2010, Wang Yi đại diện cho Trung Quốc trong môn bóng nước nữ tại Đại hội thể thao châu Á Quảng Châu và giành huy chương vàng.
Vào tháng 7 năm 2011, Wang Yi đại diện cho Trung Quốc trong sự kiện bóng nước nữ của Giải vô địch bơi lội thế giới tổ chức tại Thượng Hải, lập kỷ lục cho đội tuyển quốc gia và giành huy chương bạc.
Năm 2012, Wang Yi đã đại diện cho Trung Quốc thi đấu môn bóng nước nữ tại Thế vận hội Olympic được tổ chức ở London, Anh.